# Бумбешть-Піцик
Бумбешть-Піцик, Бумбешті-Піцик (рум. Bumbești-Pițic) — село у повіті Горж в Румунії. Входить до складу комуни Бумбешть-Піцик.
Село розташоване на відстані 204 км на північний захід від Бухареста, 35 км на схід від Тиргу-Жіу, 90 км на північ від Крайови.

## Населення
За даними перепису населення 2002 року у селі проживали 979 осіб, усі — румуни. Усі жителі села рідною мовою назвали румунську.